# Щедрик жовточеревий
Ще́дрик жовточеревий (Crithagra flaviventris) — вид горобцеподібних птахів родини в'юркових (Fringillidae). Мешкає в Південній Африці.

## Опис

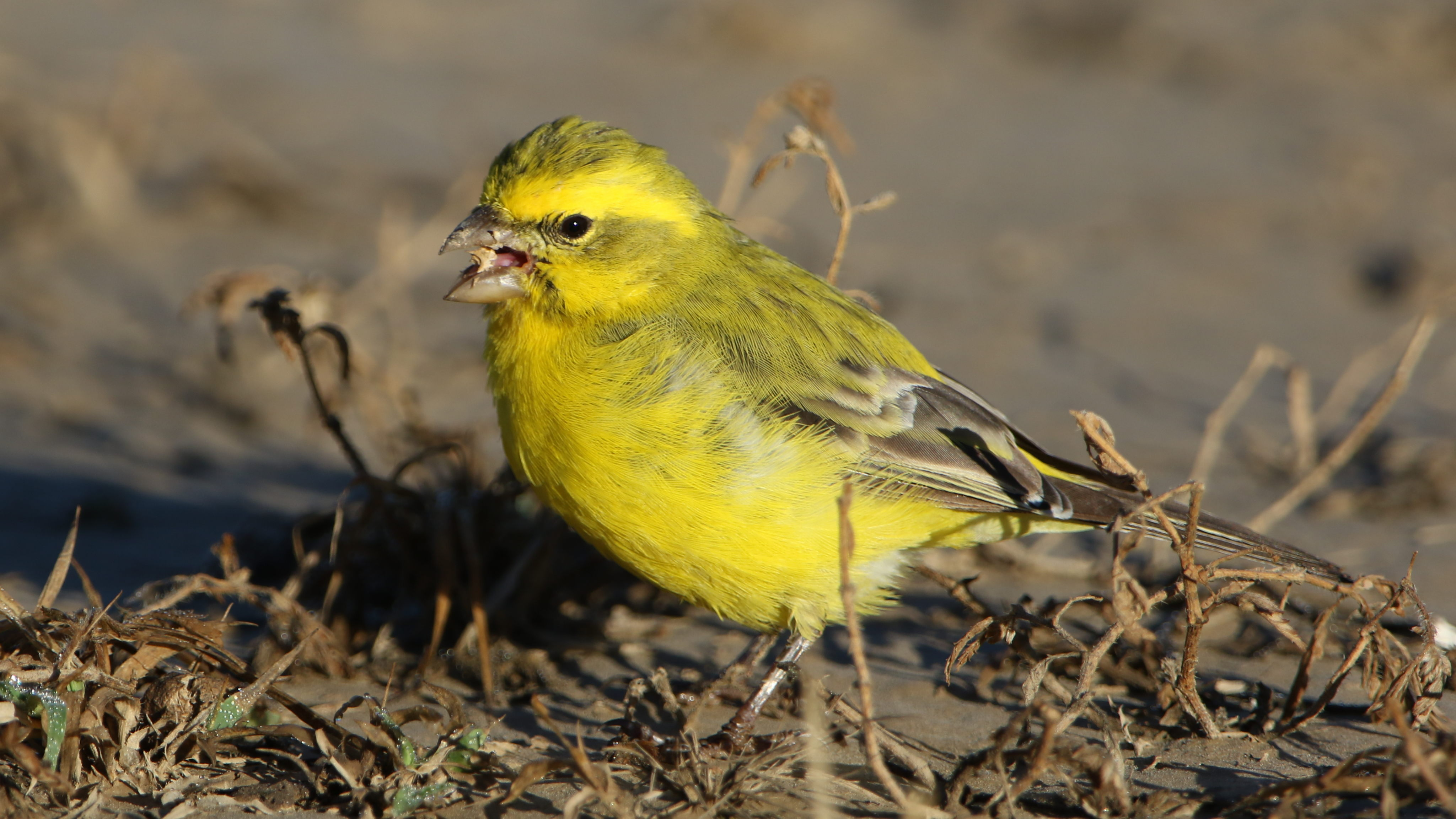
Жовточеревий щедрик

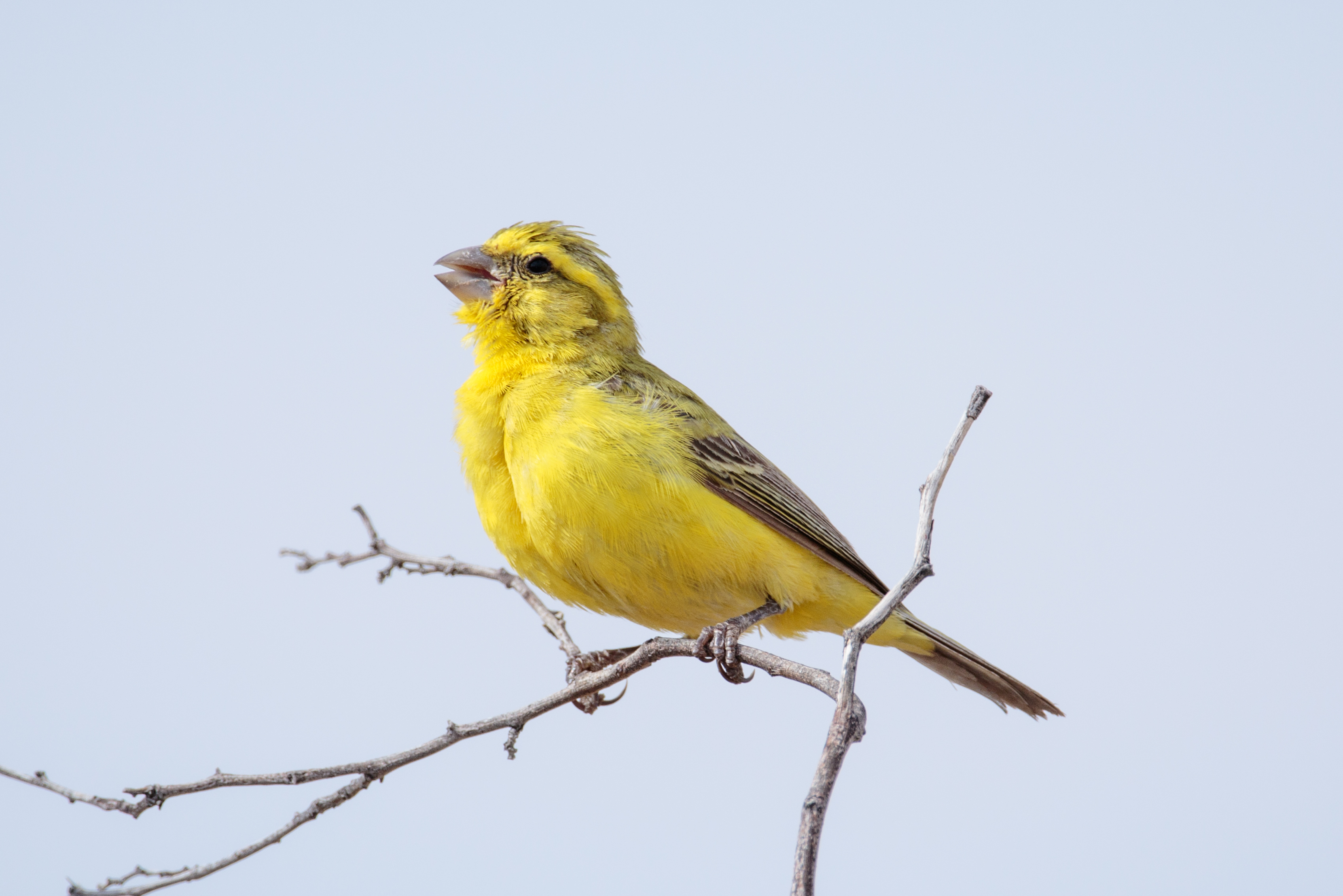
Жовточеревий щедрик

Довжина птаха становить 13-14 см, вага 10,3-20 г. Виду притаманний статевий диморфізм. У самців верхня частина голови й спина оливково-зелені, щоки, горло, груди й живіт жовті, гузка і боки білі, надхвістя жовтувато-зелене. Над очима жовті "брови", під дзьобом темно-зеленувато-коричневі "вуса". Від дзьоба до очей ідуть темно-зеленувато-коричневі смуги, скроні темно-зеленувато-коричневі. Махові й стернові пера чорні з жовтими краями. У самиць верхня частина тіла сірувато-коричнева, нижня частина тіла білувата з жовтуватим відтінком, поцяткована коричневими смужками. Дзьоб чорнуватий, знизу дещо світліший, лапи чорнувато-тілесного кольору, очі карі.

## Підвиди
Виділяють чотири підвиди:
- C. f. damarensis (Roberts, 1922) — південно-західна Ангола, Намібія і північ центральної ПАР;
- C. f. flaviventris (Gmelin, JF, 1789) — крайній південь Намібії, захід і південний захід ПАР;
- C. f. guillarmodi (Roberts, 1936) — високогір'я Лесото;
- C. f. marshalli (Shelley, 1902) — південно-західна Ботсвана, північний схід ПАР, Лесото.

## Поширення й екологія
Жовточереві щедрики мешкають в Анголі, Намібії, Ботсвані, Південно-Африканській Республіці і Лесото, були інтродуковані на островах Вознесіння і Святої Єлени в Атлантичному океані. Вони живуть в сухих чагарникових заростях кару і в напівпустелях. Зустрічаються невеликими зграйками. Живляться переважно насінням, зокрема насінням щириці і жовтого осоту. Сезон розмноження триває з липня по квітень. Гніздо чашоподібне, в кладці від 3 до 6 яєць, інкубаційний період триває 2 тижні.